# Club Baloncesto Palencia
El Club Baloncesto Palencia es una asociación deportiva privada, sin ánimo de lucro, que tiene por objeto principal, la promoción y desarrollo del baloncesto, la práctica del mismo por sus asociados y la participación de sus equipos en competiciones deportivas.
El Club se acoge al amparo de la Ley 2/2003, de 28 de marzo, del Deporte de Castilla y León, del Decreto 39/2005, de 12 de mayo de Entidades deportivas de Castilla y León con el número 0300, de la Ley Orgánica 1/2002, de 22 de marzo, reguladora del derecho de asociación y a cuanto se dispone en la restante legislación deportiva vigente; se constituye con arreglo a las mismas y se rige por sus últimos estatutos aprobados y registrados con fecha 28 de febrero de 2006.
El Club Baloncesto Palencia se fundó en 1983, antes se llamaba CD Independiente y luego pasó a ser CB Palencia .Su presentación se efectuó en el prestigioso Torneo Internacional de Baloncesto de las Fiestas de San Antolín, junto al encuentro estelar Real Madrid - Cibona de Zagret. Desde entonces ha desarrollado de forma ininterrumpida durante estos años, hasta el día de hoy, su labor de promoción de la cantera del baloncesto palentino y de la práctica de este deporte, contando con un proyecto consolidado.
La actual junta directiva del Club Baloncesto Palencia está formada por 10 miembros, siendo el actual presidente D. Pablo Beltrán Pérez. Con el club en esta última temporada, han colaborado 20 entrenadores titulados y 8 monitores. A esta labor hay que sumar la ayuda desinteresada de antiguos miembros del club, exjugadores y los padres y madres de los actuales jugadores en muchas ocasiones y actividades puntuales; y cuenta en estos momentos con 500 socios. Los colores del Club Baloncesto Palencia son morado y blanco.

## Historia
- El Club jugó cuatro fases consecutivas de ascenso a 1ªB (La actual LEB Oro) en las temporadas 86/87, 87/88, 88/89, 89/90 logrando el ascenso en la temporada 87/88 con el equipo dirigido por Gustavo Aranzana, que posteriormente llegaría a ejercer de seleccionador nacional, en todas las temporadas con la mayoría de jugadores palentinos.
- Entre sus jugadores más destacados está el entrenador de varios equipos de ACB y actualmente entrenador del "Guipuzcoa Basket", Porfirio Fisac, y los palentinos Laurentino Escudero, tristemente desaparecido, que militó en el Real Madrid, Oscar Guardo, Ignacio Mendiguchía, Fernando Lobera o David Pérez entre otros; y entrenadores de prestigio como Gustavo Aranzana, Paco García, José Luis Gutiérrez Guti, Rafa Pastor y Joaquín Brizuela.
- En la temporada 2002/2003 jugó la fase de ascenso a EBA el equipo dirigido por Alberto Roda y al año siguiente dos de los jugadores de este equipo (Teo Aguirre y Carlos Castro) formaron parte de la plantilla del Hormigones Saldaña en Liga EBA.

### Temporada 2015-2016
El club en la élite del baloncesto base de Castilla y León, 10º clasificado en ranking de la Federación de Baloncesto.
En esta temporada cuenta con 450 jugadores repartidos en los 34 equipos siguientes:
- Senior 1ª División Nacional Masculina. (Técnico: Juan Carlos Martín)
- Junior Autonómico Masculino Castilla y León 2ª División. (Técnicos: Luis Ángel Hierro y Eduardo González)
- Cadete Autonómico Masculino Castilla y León 2ª División. (Técnicos: Eduardo González y Luis Ángel Hierro)
- Infantil Autonómico Masculino Castilla y León 2ª División. (Técnicos: Alfredo Lucas y Jorge Garrido)
- Infantil Autonómico Masculino Castilla y León 2ª División. (Técnicos: Alberto Roda y Daniel Trigueros)
- Infantil Autonómico Femenino Castilla y León 2ª División. (Técnicos: Ricky Casao, Daniel Arija y Luis Blanco)

- 1 Equipos Cadetes masculino Liga Patronato Municipal de Deportes de Palencia.
- 4 Equipos Infantiles masculinos Liga Patronato Municipal de Deportes de Palencia.
- 1 Equipos Infantiles femeninos Liga Patronato Municipal de Deportes de Palencia.
- 10 Equipos Alevínes mixtos Liga Patronato Municipal de Deportes de Palencia.
- 6 Equipos Benjamines mixtos Liga Patronato Municipal de Deportes de Palencia.
- 9 Escuelas de Iniciación mixtas en los Colegios: Jorge Manrique A y B, Sofía Tartilán, Padre Claret, Tello Téllez A y B, La Salle A y B, y Santo Ángel de Palencia.
- 2 equipos alevines masculinos y 1 femenino de tecnificación que participan en todos los Fanatics de la Fbcyl.

### Temporada 2014-2015
El club en la élite del baloncesto base de Castilla y León, 6.º clasificado en ranking de la Federación de Baloncesto.
En la temporada 2014-2015 cuenta con 450 jugadores repartidos en los 34 equipos siguientes:
- Senior 1ª Nacional. (Técnicos: Alberto Roda y Daniel Trigueros)
- Junior Autonómico Castilla y León 1ª División Especial. (Técnicos: Alberto Roda y Daniel Trigueros)
- Cadete Autonómico Castilla y León 1ª División Especial. (Técnicos: Alfredo Lucas, Ricardo Casao y Jorge Garrido)
- Infantil Autonómico Castilla y León 1ª División Especial. (Técnico: Eduardo González)
- Infantil Autonómico Castilla y León 2ª División Especial. (Técnicos: Luis Ángel Hierro y Jorge Llanos)
- 2 Equipos Cadetes masculino Liga Patronato Municipal de Deportes de Palencia.
- 3 Equipos Infantiles masculinos Liga Patronato Municipal de Deportes de Palencia.
- 2 Equipos Infantiles femeninos Liga Patronato Municipal de Deportes de Palencia.
- 10 Equipos Alevínes mixtos Liga Patronato Municipal de Deportes de Palencia.
- 6 Equipos Benjamines mixtos Liga Patronato Municipal de Deportes de Palencia.
- 4 Escuelas de Iniciación mixtas en los Colegios: Padre Claret, Tello Téllez, La Salle y Santo Ángel de Palencia.
- 2 equipos alevines masculinos en la Liga Federada de Palencia.
- 1 equipo alevín femenino en la Liga Federada de Palencia.

### Temporada 2013-2014
Antonio Antolín Blanco, Presidente del Club galardonado como "Mejor Directivo" de Castilla y León 2014.
El club en la élite del baloncesto base de Castilla y León, 6.º clasificado en ranking de la Federación de Baloncesto.
En la temporada 2013-2014 cuenta con 450 jugadores repartidos en los 33 equipos siguientes:
- Senior 1ª Nacional. (Entrenadores: Alberto Padilla y Aspi Miranda)
- Junior Autonómico Castilla y León 1ª División Especial. (Entrenadores: Alfredo Lucas y Jorge Garrido)
- Cadete Autonómico Castilla y León 1ª División Especial. (Entrenador: Juan Carlos Martín)
- Infantil Autonómico Castilla y León 1ª División Especial. (Entrenadores: Alberto Roda y Rubén González)
- 1 Equipo Junior masculino Liga Patronato Municipal de Deportes de Palencia.
- 2 Equipos Cadetes masculino Liga Patronato Municipal de Deportes de Palencia.
- 3 Equipos Infantiles masculinos Liga Patronato Municipal de Deportes de Palencia.
- 1 Equipo Infantil femenino Liga Patronato Municipal de Deportes de Palencia.
- 8 Equipos Alevínes mixtos Liga Patronato Municipal de Deportes de Palencia.
- 8 Equipos Benjamines mixtos Liga Patronato Municipal de Deportes de Palencia.
- 3 Escuelas de Iniciación mixtas en los Colegios: Tello Téllez, La Salle y Santo Ángel de Palencia.
- 2 equipos alevines masculinos en la Liga Federada de Palencia.
- 1 equipo alevín femenino en la Liga Federada de Palencia.

II Campus Urbano Basket Verano 2014 celebrado en junio y julio, con la participación de 150 niñas y niños, compaginando baloncesto y diversión.

#### Trayectoria de las últimas temporadas
Resultados temporada 2013/2014:
- Categoría Infantil autonómica: 1º de División Preferente de Castilla y León.
- Categoría Cadete autonómica: 8º de Primera División Especial de Castilla y León.
- Categoría Junior autonómica: 4º de Primera División Especial de Castilla y León (Clasificado para Final Four de C. y L.)
- Club organizador de la Final Four Junior de Castilla y León el 26 y 27 de abril en Palencia.
- Categoría Senior: 5º de Primera División Nacional.
- Categoría Alevín: 5º de Castilla y León en la Copa Mini de Béjar.

Resultados temporada 2012/2013:
- Categoría Infantil autonómica: 1º de División Preferente de Castilla y León.
- Categoría Cadete autonómica: 6º de Primera División Especial de Castilla y León.
- Categoría Junior autonómica: 1º de división Preferente de Castilla y León.
- Categoría Senior: 6º de Primera División Nacional.

El Club clasificado en 6º lugar en el ranking de clubs de la Federación de Baloncesto de C. y L.
Resultados temporada 2011/2012:
- Categoría Infantil autonómica: 1º de División Preferente de Castilla y León.
- Categoría Cadete autonómica:

```
 ·2º clasificado de Primera División Especial de Castilla y León. 
 ·Club organizador de la Final Four Cadete de Castilla y León el 5 y 6 de mayo en Palencia.
 ·Clasificado para el Campeonato de España de Clubs en Marín y Villagarcía.
 ·Campeón escolar cadete de Palencia.
 ·4º clasificado del Torneo Internacional de Alcalá de Henares.
```

- Categoría Junior autonómica: 6º de Primera División Especial de Castilla y León.
- Categoría Senior: 8º de Primera División Nacional.

Resultados temporada 2010/2011:
- Categoría Infantil autonómica: 5º de Primera División Especial de Castilla y León.
- Categoría Cadete autonómica: 8º de Primera División Especial de Castilla y León.
- Categoría Junior autonómica: 3º de División Preferente de Castilla y León.
- Categoría Senior: 9º de Primera División Nacional.

Resultados temporada 2009/2010:
- Categoría infantil autonómica: 3º de Primera División Especial de Castilla y León.

(Clasificado para el Intersector de acceso al Campeonato de España de Clubs)
- Categoría Cadete autonómica: 1º de División Preferente de Castilla y León.
- Categoría junior autonómica: 5º de División Preferente de Castilla y León.
- Categoría Senior: 9º de Primera División Nacional.

Trayectoria:
- Equipo senior asciende a 1ª nacional en temporada 2008/2009, manteniéndose por 6º año consecutivo.
- Equipos autonómicos Infantil, Cadete y Junior militando en 1ª división  por 5º año consecutivo. (Único club palentino masculino que milita por méritos propios en 1ª División Especial Autonómica desde que se creó)
- Equipos Escolares: El Club Baloncesto Palencia cuenta con equipos de base en todas las categorías escolares y en la mayoría de los colegios e institutos públicos (Deporte para los más desfavorecidos)

## Torneos que el C.B. Palencia ha participado en las temporadas 2009 a 2014
El Club participa en trofeos por toda la provincia y otros lugares de España y Portugal.
- Torneo Internacional de Alcalá de Henares
- Torneo de Venta de Baños
- Torneo de Dueñas
- Torneo de Aguilar de Campoo
- Torneo de La Serna (Palencia)
- Torneo de Primavera de Palencia
- Torneo de Navidad de Palencia
- Torneo de Piélagos (Cantabria)
- Torneo Internacional de Oporto (Portugal)
- Torneo Internacional de Santa Marta de Tormes (Salamanca)
- Torneo de La Flecha Valladolid
- Torneos Fanatic de Olmedo, León, Valladolid, Burgos y Palencia
- Torneo de Monzón (Huesca)
- Torneo de Calahorra (La Rioja (España))
- Torneo Mini Kopa Easo San Sebastián
- Torneo de Laguna de Duero C.B. Juncos Valladolid

## Jugadores del club en las selecciones de Castilla y León ySelección Española de Baloncesto
- Pablo Antolín	(Selección Mini C. y L. 2005 - Selección Infantil C. y L. 2007 - Selección Cadete C. y L. 2009).
- Bruno Diez (Selección Infantil C. y L. 2008 - Selección Cadete C. y L. 2010).
- Víctor Ramos	(Selección Mini C. y L. 2007 - Selección Infantil C. y L. 2009 - Selección Cadete C. y L. 2011).
- Álvaro Reyes	(Selección Mini C. y L. 2007 y 2008 - Selección Infantil C. y L. 2009 y 2010 - Selección Cadete C. y L. 2011 - Selección Española Mini e Infantil 2007 a 2011).
- César García	(Selección Mini C. y L. 2009 - Selección Infantil C. y L. 2011 - Selección Cadete C. y L. 2013).
- Eduardo Crespo (Selección Infantil C. y L. 2011).
- Adrian Froufe (Selección Mini C. y L. 2014).
- Lucía Lucas (Selección Mini C. y L. 2015).
- Celia Caminero (Selección Mini C. y L. 2015).
- Alonso Reyes (Selección Mini C. y L. 2015).
- Miguel Casado (Selección Mini C. y L. 2017 - Selección Española Mini 2017).
- Miguel Arias (Selección Mini C. y L. 2017).